# Identiteta in demokracija
Identiteta in demokracija (francosko Identité et démocratie, ID) je desna    do skrajno desna politična skupina Evropskega parlamenta, ustanovljena 13. junija 2019 za deveti sklic Evropskega parlamenta. Sestavljajo jo nacionalistične, desničarske populistične in evroskeptične nacionalne stranke iz desetih evropskih držav. Je naslednica skupine Evropa narodov in svobode, ki je delovala v osmem sklicu, in predhodnica skupine Domoljubi za Evropo, ki deluje od desetega sklica dalje.

## Zgodovina
Aprila 2019 sta Danska ljudska stranka in Stranka Fincev (takrat člani Evropskih konservativcev in reformistov) napovedali namero, da ustanovijo novo združenje z Alternativo za Nemčijo, prej skupin ECR, ENF in EFDD, ter italijansko Ligo, po volitvah 2019. Tiskovni predstavnik AfD Jörg Meuthen se je skupaj z voditeljem Severne lige Matteom Salvinijem uradno oglasil o ustanovitvi novega evropskega političnega zavezništva s Finsko stranko in Dansko ljudsko stranko, ki je bila začasno imenovana Evropska zveza za ljudi in narode.
12. junija 2019 je bilo napovedano, da bo skupina imenovana "Identiteta in demokracija" (ID) in bo med člani vključevala italijansko Lego per Salvini Premier (LSP), francosko Nacionalni zbor (RN) in Alternativo za Nemčijo. Članica skupine je tudi stranka Fincev. Za predsednika nove skupine je bil razglašen poslanec LN Marco Zanni. Skupino, ki jo je takrat sestavljalo 73 evropskih poslancev, je 13. junija 2019 v Bruslju ustanovila vodja RN Marine Le Pen. Razširjena je bil tako, da je vključevala nekdanje člane ENF Vlaamsa Belanga in Avstrijsko svobodno stranko, pa tudi novo stranko Svoboda in neposredna demokracija (SPD) s Češke in Konservativno-ljudsko stranko Estonije.  
Nizozemska Stranka za svobodo (PVV) si na volitvah ni zagotovila nobenega sedeža; vendar je enega dobil pri razdelitvi sedežev po brexitu. Vodja stranke Geert Wilders je izjavil, da namerava, ko se zgodi brexit, PVV uskladiti z ID, pod pogojem, da Evropski svet potrdi razporeditev po brexitu.
Po evropskih volitvah 2024 so Viktor Orban, Andrej Babiš in Herbert Kickl konec junija oblikovali novo desno zavezništvo ter podpisali "Domoljubni manifest za prihodnost Evrope". Zavezništvu so se v začetku julija pridružile praktično vse stranke, ki so bile prej del skupine ID, zato je skupina Identiteta in demokracija razpadla, nastala pa je nova skupina Domoljubi za Evropo, pod vodstvom Jordana Bardelle iz stranke Nacionalni zbor. Zavezništvo je s 84 poslanci postalo tretja največja skupina Evropskega parlamenta.

## Ideologija
Skupina kot svoje glavne prednostne naloge navaja zaščito evropske kulturne dediščine in suverenosti evropskih narodov, ustvarjanje delovnih mest in rast, povečanje varnosti, zaustavitev nezakonitega priseljevanja, urejanje zakonitega priseljevanja, boj proti birokraciji v EU in preprečevanje potencialne islamizacije Evrope. Identiteta in demokracija prav tako nasprotuje morebitnemu pristopu Turčije k Evropski uniji. Skupina poziva k Evropi, ki bo temeljila na sodelovanju in nadaljnjih reformah EU z »večjo preglednostjo in odgovornostjo« v Bruslju, vendar zavrača nadaljnji razvoj v smeri evropske superdržave. Politični komentatorji so Identiteto in demokracijo različno opisovali kot nacionalistično, desničarsko populistično in evroskeptično, čeprav se skupina poudarja kot suverenistična v nasprotju z »antievropsko«.
| Država         | Nacionalna stranka                                                              | Evropska stranka | Evropski poslanci |
| -------------- | ------------------------------------------------------------------------------- | ---------------- | ----------------- |
| Avstrija       | Avstrijska stranka svobode Freiheitliche Partei Österreichs (FPÖ)               | ID               | 3 / 19            |
| Belgija        | Flamski interes Vlaams Belang (VB)                                              | ID               | 3 / 21            |
| Češka          | Svoboda in neposredna demokracija Svoboda a přímá demokracie (SPD)              | ID               | 2 / 21            |
| Danska         | Danska ljudska stranka Dansk Folkeparti (DF)                                    | /                | 1 / 14            |
| Estonija       | Konservativna ljudska stranka Estonije Eesti Konservatiivne Rahvaerakond (EKRE) | ID               | 1 / 7             |
| Finska         | Stranka Fincev Perussuomalaiset (PS)                                            | /                | 2 / 14            |
| Francija       | Državni reli Rassemblement national (RN)                                        | ID               | 23 / 79           |
| Nemčija        | Alternativa za Nemčijo Alternative für Deutschland (AfD)                        | /                | 10 / 96           |
| Italija        | Liga Lega                                                                       | ID               | 25 / 76           |
| Nizozemska     | Stranka za svobodo Partij voor de Vrijheid (PVV)                                | /                | 1 / 29            |
| Evropska unija | Total                                                                           | Total            | 71 / 705          |

## Vodstvo
- Vodja: Marco Zanni